# Grzybowa (Gdów)
Grzybowa – przysiółek wsi Gdów w Polsce, położony w województwie małopolskim, w powiecie wielickim, w gminie Gdów. Znajduje się on w północno-zachodniej części Gdowa. Główna ulica Grzybowej to ulica Grzybowska.
W latach 1975–1998 przysiółek administracyjnie należał do województwa krakowskiego.